# Ghjuvan Vitu Grimaldi
Gjhuvan Vitu Grimaldi (Ajaccio, 1804 - 1863) fou un metge i escriptor cors. Fou deixeble d'Ottavio Renucci. Treballà com a metge el 1831 i conspirà a favor de Napoleó III a la Romanya, raó per la qual fou expulsat d'Itàlia el 1834. Després de la revolució de 1848 va representar la regió de Niolo al Consell General d'Ajaccio de 1850 fins a la seva mort. També fou professor de filosofia a l'Escola Fesch d'Ajaccio, i més tard fou inspector d'escoles primàries. Va escriure el poema històric Bartulumea.